# Scopula conspersa
Scopula conspersa là một loài bướm đêm trong họ Geometridae.